# Cei 13 de la Barletta
Cei 13 de la Barletta (în italiană Il Soldato di ventura) este un film italian din 1975, regizat de Pasquale Festa Campanile și avându-l în rolul principal pe actorul Bud Spencer, care îl interpretează pe popularul erou italian Ettore Fieramosca (Hector Fieramosca). A fost transmis și sub titlul Cu foamea-n gât de televiziunile românești.

## Rezumat
Apulia, anul 1504: pe teritoriul italian are loc un război între Spania și Franța. Francezii asediază cetatea Barletta, care era apărată de spanioli. În timp ce spaniolii asediați sunt pe punctul de a muri de foame, francezii organizează un ospăț regesc demonstrativ în fața zidurilor. 
Ettore Fieramosca, un comandant al mercenarilor italieni, se alătură împreună cu camarazii săi trupelor spaniole, pentru care războiul pare pierdut. Prezența lui Ettore duce la modificarea raporturilor de forțe. Provocat de ospățul francezilor, Ettore apucă unul dintre puținele animale rămase comestibile în cetate - un purcel (pe care primarul l-a ascuns de populație) -, îl plimbă prin fața porților și-l aruncă pe masa francezilor.
Un mercenar al lui Fieramosca este prins de francezi și executat. În semn de răzbunare, Ettore îi prinde pe cei trei cavaleri francezi, responsabili pentru executarea mercenarului și le aduce o ofensă. Unul dintre ei, ducele de Orleans cere satisfacție pentru acest afront și propune să rezolve conflictul printr-un turnir: 13 francezi să lupte cu 13 italieni. 
Așa că Ettore rămâne trei zile pentru a pune la punct o echipă puternică și a o instrui. Dar din moment ce nimeni nu vrea să lupte împotriva francezilor, Fieramosca trebuie să-i convingă pe italieni sau să-și oblige prieteni vechi: hoți, escroci, un bețiv, un menestrel și un călugăr. Toți aceștia vor fi cavalerii italieni ce vor lupta împotriva francezilor.
Lupta are loc pe plajă. Francezii par să câștige la început, dar italienii câștigă lupta prin multe trucuri și cu puterea herculeană a lui Hector. Francezii învinși se retrag, iar onoarea spaniolilor este reparată datorită camarazilor lor italieni.

## Context
Subiectul filmului a fost inspirat de romanul Ettore Fieramosca (1833) al scriitorului italian Massimo D'Azeglio. Aceasta, la rândul său, s-a inspirat din Provocarea de la Barletta (1503), eveniment petrecut în cadrul Războiului Neapolului.
Duelul de pe plajă este o parodie a scenei de luptă din filmul El Cid  (1961) al lui Anthony Mann, în care joacă Charlton Heston și Sophia Loren. 
Bugetul filmului de 10 milioane dolari SUA a fost destul de mare pentru un film cu Bud Spencer. Au fost construite de la mașini de război și de asediu până la o mașinărie realizată de Leonardo da Vinci. A fost reconstruită arhitectura medievală a orașului Barletta. 300 de lucrători (zidari, instalatori și tâmplari) au lucrat 38 de zile pentru a realiza o replică a cetății, au fost folosite pentru 4.500 tone de material. Pentru a găzdui actorii, figuranții și recuzita s-a construit un al doilea "oraș". 

## Distribuție
- Bud Spencer - Ettore Fieramosca
- Enzo Cannavale - Bracalone
- Philippe Leroy - La Motte
- Andréa Ferréol - Leonora
- Angelo Infanti - Graiano d’Asti
- Marc Porel - Ducele de Nemour
- Gino Pernice - Fanfulla
- Oreste Lionello - Giovenale
- Jacques Dufilho - Mariano de Trani
- Jacques Herlin - Pavedes
- Mario Scaccia - Consalvo
- Renzo Palmer - Ludovico
- Mariano Rigillo - Albimonte
- Eros Pagni - Capoccio
- Mario Pilar - Salomone
- Antonio Orlando - Carellario
- Frédéric de Pasquale - Bailar
- Franco Agostini - Romanello da Forli

## Aprecieri critice
Lexiconul german al filmelor internaționale: Cu o cantitate mare de material și cu o interpretare excepțională a lui Bud Spencer.

## DVD
Filmul a fost lansat pe DVD la 3 martie 2005.